# مارك ألبان
مارك ألبان (19 أبريل 1966 في المملكة المتحدة - ) (بالإنجليزية: Mark Alban)‏ هو لاعب كريكت بريطاني. لعب مع نادي جامعة كامبريدج للكريكيت ‏.

## وصلات خارجية
- مارك ألبان على موقع إي آس بي آن كريك إنفو (الإنجليزية)